# Agladrillia benjamini
Agladrillia benjamini é uma espécie de gastrópode do gênero Agladrillia, pertencente a família Drilliidae.